# Quái vật sông Hàn
Quái vật sông Hàn (tiếng tiếng Hàn: 괴물; Romaja: Gwoemul ) là một bộ phim quái vật của Hàn Quốc năm 2006 do Bong Joon-ho đạo diễn và có sự tham gia của Song Kang-ho, Byun Hee-bong, Park Hae-il, Bae Doona và Go Ah-sung. Bộ phim kể về một con quái vật biến dị khổng lồ bắt cóc cô con gái của một người cha, và về những nỗ lực của người cha để giải cứu con gái mình. Theo lời kể của đạo diễn, nguồn cảm hứng cho bộ phim của anh là từ một bài báo địa phương nói về một con cá dị dạng có xương sống hình chữ S bị bắt ở sông Hàn.
Tiếp nối thành công của bộ phim Memories of Murder do Bong Joon-ho đạo diễn, Quái vật sông Hàn rất được kỳ vọng cao về độ nổi bật và thú vị. Phim được phát hành tại các rạp chiếu ở Hàn Quốc với một con số kỷ lục vào ngày 27 tháng 7 năm 2006. Tính đến thời điểm kết thúc công chiếu trên toàn quốc vào ngày 8 tháng 11, 13 triệu vé đã được bán ra, khiến bộ phim (vào thời điểm đó) trở thành bộ phim Hàn Quốc có doanh thu cao nhất mọi thời đại. Phim được phát hành tại Hoa Kỳ vào ngày 9 tháng 3 năm 2007 và trên DVD, Blu-ray và HD DVD vào ngày 24 tháng 7 năm 2007. Phim đã giành được một số giải thưởng bao gồm giải "Phim hay nhất" tại Giải thưởng Điện ảnh Châu Á và Giải thưởng Điện ảnh Rồng Xanh.

## Nội dung
Vào năm 2000, một nhà nghiên cứu bệnh học quân sự người Mỹ ra lệnh cho trợ lý người Hàn Quốc của ông đổ 200 chai formaldehyde xuống cống dẫn ra sông Hán. Trong vài năm sau đó, người dân nhìn thấy một sinh vật lưỡng cư rất kỳ lạ bên dưới con sông, và cá trên sông đều chết sạch.
Năm 2006, có một người đàn ông tên là Park Gang-du điều hành một tiệm tạp hóa nhỏ trong công viên gần sông với cha mình, Hee-bong. Các thành viên khác trong gia đình là con gái của Gang-du - Hyun-seo; em gái Gang-du - Nam-joo, một cung thủ từng đoạt huy chương quốc gia; và anh trai của Gang-du, Nam-il, một sinh viên tốt nghiệp đại học nghiện rượu và từng là một nhà hoạt động chính trị.
Một hôm, khi cả 5 thành viên trong gia đình đang vui vẻ bên bờ sông thì một sinh vật khổng lồ đột nhiên nổi lên từ sông Hàn và bắt đầu tấn công người dân. Gang-du cố gắng túm lấy con gái của mình và bỏ chạy, nhưng anh nhận ra mình đã cầm nhầm tay người khác và nhìn thấy sinh vật đang trói giật Hyun-seo và lặn trở lại sông. Sau khi lễ tang tập thể cho các nạn nhân được tổ chức, đại diện chính phủ và quân đội Mỹ đến và cách ly những người tiếp xúc với sinh vật này, bao gồm cả Gang-du và gia đình anh. Chính phủ thông báo rằng sinh vật này là vật chủ của một loại virus chết người, không rõ nguồn gốc.
Gang-du nhận được một cuộc điện thoại từ Hyun-seo. Huyn-seo giải thích rằng cô bị mắc kẹt trong cống cùng với sinh vật, nhưng điện thoại của Huyn-seo ngừng hoạt động. Gang-du và gia đình anh trốn khỏi bệnh viện và mua đồ từ dân xã hội đen để tìm kiếm Hyun-seo. Hai cậu bé vô gia cư, Se-jin và Se-joo, sau khi đột nhập tiệm tạp hóa của Hee-bong để lấy thức ăn, đã bị sinh vật này tấn công và nuốt chửng. Nó quay trở lại chỗ ngủ của nó bên trong cống và nuốt những người bên trong chỗ ngủ của nó, nhưng Se-joo may mắn vẫn còn sống. Hyun-seo giúp Se-joo trốn bên trong một đường ống thoát nước, nơi sinh vật không thể tiếp cận.
Những thành viên nhà Park bắt gặp sinh vật và bắn vào nó cho đến khi họ hết đạn. Sinh vật giết Hee-bong do Gang-du đã tính toán sai số đạn trong khẩu shotgun khi anh đưa khẩu súng của mình cho cha. Gang-du bị bắt bởi quân đội, còn Nam-il và Nam-joo tạm thời tự tách ra, mỗi người một ngả. Nam-il gặp một người bạn cũ, Fat Guevara, tại một tòa nhà văn phòng để nhờ giúp đỡ và biết được chính phủ đã treo thưởng nếu có ai tìm được gia đình anh. Nam-il không hề hay biết Fat Guevara đã liên hệ với chính phủ để anh có tiền thưởng, nhưng Nam-il đã kịp trốn thoát sau khi có được vị trí của Hyun-seo. Gang-du tình cờ nghe một nhà khoa học Mỹ nói rằng không có vi rút trong sinh vật, mà đó chỉ là cách để đánh lạc hướng mọi người khỏi nguồn gốc của nó. Các y bác sĩ quyết định phẫu thuật thùy não Gang-du để bịt đầu mối về anh.
Khi Huyn-seo nghĩ rằng sinh vật đang ngủ, cô cố gắng thoát khỏi hang ổ của nó bằng cách sử dụng một sợi dây Huyn-seo buộc từ quần áo cũ, nhưng lại khiến sinh vật thức dậy và nuốt chửng Hyun-seo và Se-joo. Gang-du thành công trong việc trốn thoát khỏi nơi anh đang bị giam giữ bằng cách bắt một y tá làm con tin. Nam-il gặp một người đàn ông vô gia cư đã giúp đỡ anh. Chính phủ thông báo kế hoạch thả một chất độc hóa học có tên là "" xuống sông để tìm cách giết sinh vật này. Gang-du tìm thấy sinh vật và thấy cánh tay của Hyun-seo đang lủng lẳng trên miệng. Anh đuổi theo nó đến địa điểm nơi Agent Yellow sẽ được thả, bắt gặp Nam-joo trên đường đi. Sinh vật tấn công đám người biểu tình để phản đối việc đổ hóa chất xuống sông. Agent Yellow được giải phóng, khiến sinh vật bị choáng. Gang-du kéo Hyun-seo ra khỏi miệng, nhưng cô đã chết, mặc dù vẫn ôm chặt Se-joo, người đang bất tỉnh, nhưng vẫn còn sống. Gang-du, tức giận trước cái chết của con gái mình, đã tấn công sinh vật, được hỗ trợ bởi Nam-il, Nam-joo, và người đàn ông vô gia cư. Họ đốt nó lên và Gang-du cắm vào miệng nó vào một cây sào, cuối cùng giết chết nó. Khi mọi người còn đang thương tiếc trước cái chết của Hyun-seo, Gang-du hồi sinh Se-joo.
Một thời gian sau, Gang-du thừa kế tiệm tạp hóa của cha mình và nhận Se-joo làm con nuôi. Khi đang quan sát dòng sông, anh nghe thấy tiếng động và nhặt một khẩu súng sục hai nòng để chuẩn bị bắn, nhưng không tìm thấy gì. Anh và Se-joo đã cùng nhau dùng bữa tối, bỏ ngoài tai bản tin phát thông báo rằng hậu quả của vụ con quái vật là do thông tin sai lệch.

## Diễn viên
- Song Kang-ho trong vai Park Gang-du, một người bán hàng trong cửa hàng của cha anh và thường xuyên ngủ gật. Anh cùng thường hay bị các thành viên trong gia đình mắng mỏ vì sự lười biếng và vụng về.
- Byun Hee-bong trong vai Park Hee-bong, cha của Gang-du, Nam-il, Nam-joo, và ông nội của Hyun-Seo. Ông điều hành tiệm tạp hóa gần sông Hàn với Gang-du.
- Park Hae-il trong vai Park Nam-il, một sinh viên tốt nghiệp đại học thất nghiệp và là một nhà hoạt động chính trị trước đây.
- Bae Doona trong vai Park Nam-joo, một cung thủ từng đoạt huy chương quốc gia, người cố gắng sử dụng các kỹ năng của mình để giết con quái vật.
- Go Ah-sung trong vai Park Hyun-seo, cô con gái trước tuổi vị thành niên của Gang-du, người cảm thấy xấu hổ trước gia đình, đặc biệt là cha cô. Theo ông nội của cô, việc sinh ra của cô là một "tai nạn", và mẹ cô đã bỏ trốn sau đó. Cô bị bắt cóc bởi Gwoemul, khiến gia đình phải tìm kiếm cô.
- Oh Dal-su trong vai Gwoemul, một sinh vật khổng lồ bị đột biến do hóa chất đổ xuống sông Hàn. Gwoemul tấn công bất kỳ con người nào đi vào con đường của nó.
- Lee Jae-eung trong vai Se-jin, một người anh trai vô gia cư cố gắng ăn cắp đồ ăn từ cửa hàng tạp hóa nhà Park.
- Lee Dong-ho trong vai Se-joo, người em trai vô gia cư đi theo Se-jin và sau này kết bạn với Hyun-seo.
- Yoon Je-moon trong vai người đàn ông vô gia cư, người giúp Nam-il tạo vũ khí để chiến đấu với quái vật.
- Yim Pil-sung trong vai tiền bối của Nam-il, "Fat Guevara"
- Kim Roi-ha trong vai nhân viên mặc đồ bảo hộ màu vàng (tại đám tang tập thể)
- Park No-sik trong vai nhân viên điều tra
- Go Soo-hee trong vai y tá làm con tin
- David Joseph Anselmo trong vai Donald White, một trung sĩ Hoa Kỳ đang cư trú tại Hàn Quốc cùng với bạn gái của mình, người đã giúp Gang-du chiến đấu với con quái vật khi nó mới nổi lên từ sông Hàn.
- Scott Wilson trong vai một bác sĩ Quân y Hoa Kỳ, người ra lệnh cho trợ lý người Hàn Quốc của mình đổ hóa chất xuống sông Hàn, tạo ra Gwoemul.
- Paul Lazar trong vai một bác sĩ người Mỹ, người đã nói chuyện với Gang-du về việc tìm kiếm con gái của mình, và tiết lộ một sự thật.
- Brian Lee trong vai một bác sĩ trẻ người Hàn Quốc, làm trợ lý cho một bác sĩ thuộc Quân đội Hoa Kỳ, người được lệnh đổ hóa chất xuống sông Hàn, và sau đó được xem là người phiên dịch cho Gang-du.

## Sản xuất

### Bối cảnh
Bộ phim là tác phẩm điện ảnh thứ ba do Bong Joon-ho đạo diễn. Sau những phản ứng tích cực với tác phẩm đầu tay của đạo diễn, Barking Dogs Never Bite, cùng với sự đánh giá cao của giới phê bình và thành công phòng vé với tác phẩm trước của ông, Memories of Murder, bộ phim đã được giao kinh phí sản xuất lên tới 10 tỉ ₩  (hơn 10 triệu đô la Mỹ ), một kinh phí rất lớn theo tiêu chuẩn công nghiệp địa phương.

### Quay phim
Một số cảnh quay được thực hiện ở cống rãnh thật gần sông Hàn, chứ không phải trên phim trường. Các diễn viên và nhóm quay phim đã được nhân viên y tế tiêm thuốc chống uốn ván. Trong quá trình quay, đoàn phim phải ứng phó với ảnh hưởng của sự thay đổi của thời tiết và nhiệt độ môi trường. Điều này bao gồm việc nước thải đóng băng ở nhiệt độ lạnh, và vào những lúc nóng và gió thổi mạnh làm nước bốc hơi và phù sa biến thành bụi, bay xung quanh theo làn gió và vào mặt đoàn quay phim.

### Bối cảnh chính trị
Bộ phim một phần được lấy cảm hứng từ một sự kiện xảy ra vào năm 2000, trong đó một người Hàn Quốc làm việc cho quân đội Mỹ ở Seoul báo cáo rằng anh được lệnh đổ một lượng lớn formaldehyde xuống cống. Ngoài những lo ngại về môi trường, điều này gây ra một số đối kháng với Hoa Kỳ. Quân đội Mỹ đóng tại Hàn Quốc được miêu tả là không quan tâm đến những ảnh hưởng mà các hoạt động của họ gây ra đối với người dân địa phương. Cuối cùng, chất hóa học được quân đội Mỹ sử dụng để chống lại con quái vật, được đặt tên là "Chất độc màu vàng" trong một đề cập đến chất độc da cam, cũng được sử dụng để châm biếm.
Vì chủ đề của nó, có thể được coi là chỉ trích Hoa Kỳ, bộ phim đã được các nhà chức trách Triều Tiên ca ngợi, hiếm có đối với một bộ phim bom tấn Hàn Quốc.
Bộ phim miêu tả một cách châm biếm chính phủ Hàn Quốc là quan liêu, kém cỏi và về cơ bản là thiếu quan tâm. Những người biểu tình của giới trẻ Hàn Quốc được đề cao một cách châm biếm trong phim, theo một cách hỗn hợp, một phần là anh hùng và một phần là tự cho mình là đúng và bị lãng quên. Theo Bong Joon-ho, nhân vật Park Nam-il là một người có chủ ý lạc hậu, ám chỉ lịch sử chính trị rắc rối của Hàn Quốc, liên quan đến phản kháng bạo lực. "Khi bạn nhìn vào nhân vật này, nó giống như cảm giác thời gian đang quay ngược lại. [. . . ] Bạn có thể nói rằng anh ấy là hình ảnh của người biểu tình phản đối trường đại học cách đây mười năm; và nó không còn tồn tại trong ngày nay." 

## Phát hành
Phim được công chiếu tại Úc vào ngày 17 tháng 8 năm 2006. Trong nửa đầu tháng 9 năm 2006, bộ phim được công chiếu tại Nhật Bản, Singapore, Đài Loan, Thái Lan và Hồng Kông. Phim được phát hành tại rạp ở Vương quốc Anh vào ngày 10 tháng 11 năm 2006. Đây là lần phát hành chính thức đầu tiên bên ngoài các liên hoan phim, bên ngoài Châu Á và Úc. Phim được phát hành tại Mỹ là ngày 9 tháng 3 năm 2007, sau đó là Pháp, Ireland, Thụy Điển, Đức và Tây Ban Nha, cùng các quốc gia khác.
Quái vật sông Hàn đã được công chiếu trong một số liên hoan phim. Ngoài sự kiện khai mạc tại Cannes, trong số những sự kiện nổi bật nhất là liên hoan phim Toronto, Tokyo và New York. Phim đoạt giải Rồng Xanh của Hàn Quốc: Quái vật sông Hàn nhận được năm giải thưởng, Go Ah-sung nhận giải Nữ diễn viên mới xuất sắc nhất và Byun Hee-bong được trao giải Nam diễn viên phụ xuất sắc nhất.

## Đón nhận

### Doanh thu phòng vé
Quái vật sông Hàn được công chiếu lần đầu tại Liên hoan phim Cannes vào ngày 21 tháng 5 năm 2006 và được phát hành trên toàn quốc tại Hàn Quốc vào ngày 27 tháng 7 năm 2006. Được quảng bá rầm rộ và có sự góp mặt của một trong những diễn viên chính nổi tiếng nhất trong nước, Song Kang-ho, bộ phim đã được phát hành trên rất nhiều rạp chiếu phim và lập kỷ lục ở Hàn Quốc với thành tích phòng vé trong tuần đầu công chiếu: 2,63 triệu lượt bán vé và 17,2 triệu đô la Mỹ thu được đã dễ dàng đánh bại kỷ lục trước đó do tựa phim Typhoon thiết lập. Phim đạt sáu triệu người xem vào ngày 6 tháng 8 năm 2006. Vào đầu tháng 9, bộ phim đã trở thành phim dẫn đầu phòng vé mọi thời đại của Hàn Quốc, bán được hơn 12,3 triệu vé chỉ trong hơn một tháng trong nước với 48,5 triệu USD. Vào ngày 8 tháng 11, số lượt xem là 13.019.740.

### Đánh giá chuyên môn
Tạp chí điện ảnh Pháp Cahiers du cinéma đã xếp bộ phim ở vị trí thứ 3 trong danh sách những bộ phim hay nhất của năm 2006  và thứ 4 trong thập niên 2000–2009. Tạp chí điện ảnh Nhật Bản Kinema Junpo đã bình chọn phim là một trong 10 phim nước ngoài hay nhất năm 2006. (Flags of Our Fathers đoạt giải Phim nước ngoài hay nhất năm 2006).
Với bản phát hành giới hạn ở Mỹ bắt đầu từ ngày 11 tháng 3 năm 2007, Quái vật sông Hàn đã nhận được sự hoan nghênh của giới phê bình. Trên trang Rotten Tomatoes, phim đạt số điểm 93%, dựa trên 155 bài phê bình với điểm đánh giá trung bình là 7,7 / 10. Trang web đánh giả tổng thể bộ phim: "Vừa làm hài lòng dân chúng vừa thỏa mãn trí tuệ, Quái vật sông Hàn đã kết hợp những cảnh hù dọa, gây cười và châm biếm nó thành một bộ phim quái vật hấp dẫn." Ngoài ra, phim được xếp hạng là một trong những bộ phim hàng đầu của năm 2007 trên Metacritic với số điểm 85/100 dựa trên 35 bài đánh giá, cho thấy "sự hoan nghênh của toàn cầu". Manohla Dargis làm cho The New York Times đã viết "Quái vật sông Hàn là một thể loại lai giữa thể loại tưởng tượng kỳ lạ, gây sốt về những con quỷ luôn ám ảnh chúng ta từ bên trong và bên trong."  Năm 2009, nhà làm phim Quentin Tarantino đã đưa phim vào danh sách 20 bộ phim hay nhất được phát hành kể từ năm 1992 (năm ông trở thành đạo diễn). Bộ phim cũng được xếp hạng 81 trong danh sách 100 Phim hay nhất Điện ảnh Thế giới của Empire.

### Phát hành trên phương tiện truyền thông gia đình
Bản phát hành tại Vương quốc Anh của bộ phim được phát hành vào ngày 5 tháng 3 năm 2007, trong khi bản đĩa DVD tại Hoa Kỳ được phát hành vào ngày 24 tháng 7 năm 2007, ở cả hai phiên bản đĩa đơn dưới dạng DVD, HD-DVD và định dạng đĩa Blu-ray.

### Phần tiếp theo
Vào tháng 6 năm 2007, có thông báo rằng một bộ phim 3D — có thể được gọi là phần tiếp theo hoặc phần tiền truyện của phim — đang được thực hiện, với một đạo diễn khác. Kinh phí cho Quái vật sông Hàn 2 được công bố là gần 12 triệu đô la Mỹ. Một đoạn phim giới thiệu phim đã ra mắt tại Liên hoan phim Quốc tế Tokyo vào năm 2010 và ngày phát hành dự kiến vào mùa hè năm 2012 đã được công bố. Tuy nhiên, tính đến năm 2020, vẫn chưa có thông tin cập nhật nào về dự án và tình trạng hiện tại của phim vẫn chưa được biết.

## Giải thưởng và để cử
Liên hoan phim Châu Á - Thái Bình Dương năm 2006
- Vai phụ xuất sắc nhất - Byun Hee-bong
- Người làm phim xuất sắc nhất - Kim Sun-min
- Âm thanh phim xuất sắc nhất - Choi Tae-young

Giải thưởng điện ảnh Rồng Xanh năm 2006
- Phim xuất sắc nhất
- Vai phụ xuất sắc nhất - Byun Hee-bong
- Diễn viên nữ mới xuất sắc nhất - Go Ah-sung
- Ánh sáng phim xuất sắc nhất - Lee Kang-san, Jung Young-min
- Đề cử - Đạo diễn xuất sắc nhất - Bong Joon-ho
- Đề cử - Vai diễn xuất sắc nhất - Song Kang-ho
- Đề cử - Vai phụ xuất sắc nhất - Bae Doona

Liên hoan phim Hàn Quốc năm 2006
- Phim xuất sắc nhất
- Đạo diễn xuất sắc nhất - Bong Joon-ho
- Hiệu ứng phim xuất sắc nhất- , EON
- Âm thanh phim xuất sắc nhất - Choi Tae-young
- Đề cử - Vai phụ xuất sắc nhất dành cho nữ - Go Ah-sung
- Đề cử- Nhạc phim xuất sắc nhất - Lee Byung-woo

Liên hoan phim Châu Á năm 2007
- Phim xuất sắc nhất
- Vai diễn xuất sắc nhất - Song Kang-ho
- Hiệu ứng phim xuất sắc nhất- The Orphanage, EON
- Đề cử - Người làm phim xuất sắc nhất - Kim Sun-min

Giải thưởng Điện ảnh Hồng Kông năm 2007
- Đề cử - Phim Châu Á xuất sắc nhất

Giải thưởng nghệ thuật Baeksang năm 2007
- Phim xuất sắc nhất
- Đề cử - Vai diễn xuất sắc nhất - Byun Hee-bong
- Đề cử - Vai diễn mới xuất sắc nhất dành cho nữ - Go Ah-sung

Giải Sao Thổ năm 2007
- Đề cử - Phim quốc tế hay nhất
- Đề cử - Vai diễn trẻ xuất sắc nhất - Go Ah-sung

Giải thưởng điện ảnh Daejong năm 2007
- Đạo diễn phim xuất sắc nhất - Bong Joon-ho
- Người làm phim xuất sắc nhất - Kim Sun-min
- Đề cử - Phim hay nhất
- Đề cử - Vai diễn xuất sắc nhất - Song Kang-ho
- Đề cử - Vai phụ xuất sắc nhất - Byun Hee-bong
- Đề cử - Vai phụ xuất sắc nhất dành cho nữ - Go Ah-sung
- Đề cử - Hiệu ứng phim xuất sắc nhất - The Orphanage, EON
- Đề cử - Âm thanh phim xuất sắc nhất - Lee Seung-chul, Choi Tae-young